# Нант-7 (кантон)
Нант-7 (фр. Nantes-7) — кантон во Франции, находится в регионе Пеи-де-ла-Луар, департамент Атлантическая Луара. Входит в состав округа Нант.

## История
В результате реформы 2015 года состав кантона изменился: в него были добавлены некоторые кварталы, ранее входившие в состав упразднённых кантонов Нант-8 и Нант-9.

## Состав кантона с 22 марта 2015 года
В состав кантона входят северные и северо-западные кварталы города Нант.

## Политика
С 2021 года кантон в Совете департамента Атлантическая Луара представляют бывший медиа-директор, член исполнительного комитета Всемирного фонда дикой природы Хлоя Жирардо-Муатье (Chloé Girardot-Moitié) (Европа Экология Зелёные) и бывший член совета Нанта, президент Совета департамента Мишель Менар (Michel Ménard) (Социалистическая партия).
|                | Кандидаты                        | Партия                   | Первый тур | Первый тур     | Второй тур | Второй тур |
| Кол-во голосов | Кандидаты                        | Партия                   | % голосов  | Кол-во голосов | % голосов  |            |
| -------------- | -------------------------------- | ------------------------ | ---------- | -------------- | ---------- | ---------- |
|                | Хлоя Жирардо-Муатье Мишель Менар | Левый блок ― Зелёные     | 3 895      | 44,35          | 5 726      | 65,28      |
|                | Кароль Анна Морган Корбьер       | Разные центристы         | 1 529      | 17,41          | 3 045      | 34,72      |
|                | Мариэк Делалонд Мохамед Мокль    | Разные правые            | 1 171      | 13,33          |            |            |
|                | Николя Ганье Элеонора Ревель     | Национальное объединение | 1 006      | 11,45          |            |            |
|                | Натали Блен Филипп Брар          | Коммунистическая партия  | 876        | 9,97           |            |            |
|                | Жоэль Левенес Мари-Андре Ориньи  | Крайне левые             | 170        | 1,94           |            |            |
|                | Ален Авелло Клер Лебуланже       | Крайне правые            | 136        | 1,55           |            |            |

|                | Кандидаты                        | Партия                  | Первый тур | Первый тур     | Второй тур | Второй тур |
| Кол-во голосов | Кандидаты                        | Партия                  | % голосов  | Кол-во голосов | % голосов  |            |
| -------------- | -------------------------------- | ----------------------- | ---------- | -------------- | ---------- | ---------- |
|                | Мишель Менар Катрин Тушфё        | Социалистическая партия | 5573       | 43,55          | 9033       | 76,27      |
|                | Жозетт Ноэль Фабьен Фуа          | Национальный фронт      | 2200       | 17,19          | 2811       | 23,73      |
|                | Мари-Фабьян Дарс Сирил Де Ламбер | Разные правые           | 2026       | 15,83          |            |            |
|                | Бертран Карон Эльет Элин         | Разные левые            | 1473       | 11,51          |            |            |
|                | Жасмин Гене Жан-Марк Домуа       | Правый блок             | 911        | 7,12           |            |            |
|                | Патрис Бутен Коринн Пако         | Левый фронт             | 614        | 4,80           |            |            |